# Province de Rhénanie
Pour les articles homonymes, voir Prusse (homonymie).
1822–1946
Entités précédentes :
- Grand-duché du Bas-Rhin
- Province de Juliers-Clèves-Berg

Entités suivantes :
- Protectorat de Sarre
- Rhénanie-du-Nord-Westphalie
- Rhénanie-Palatinat
- Hesse

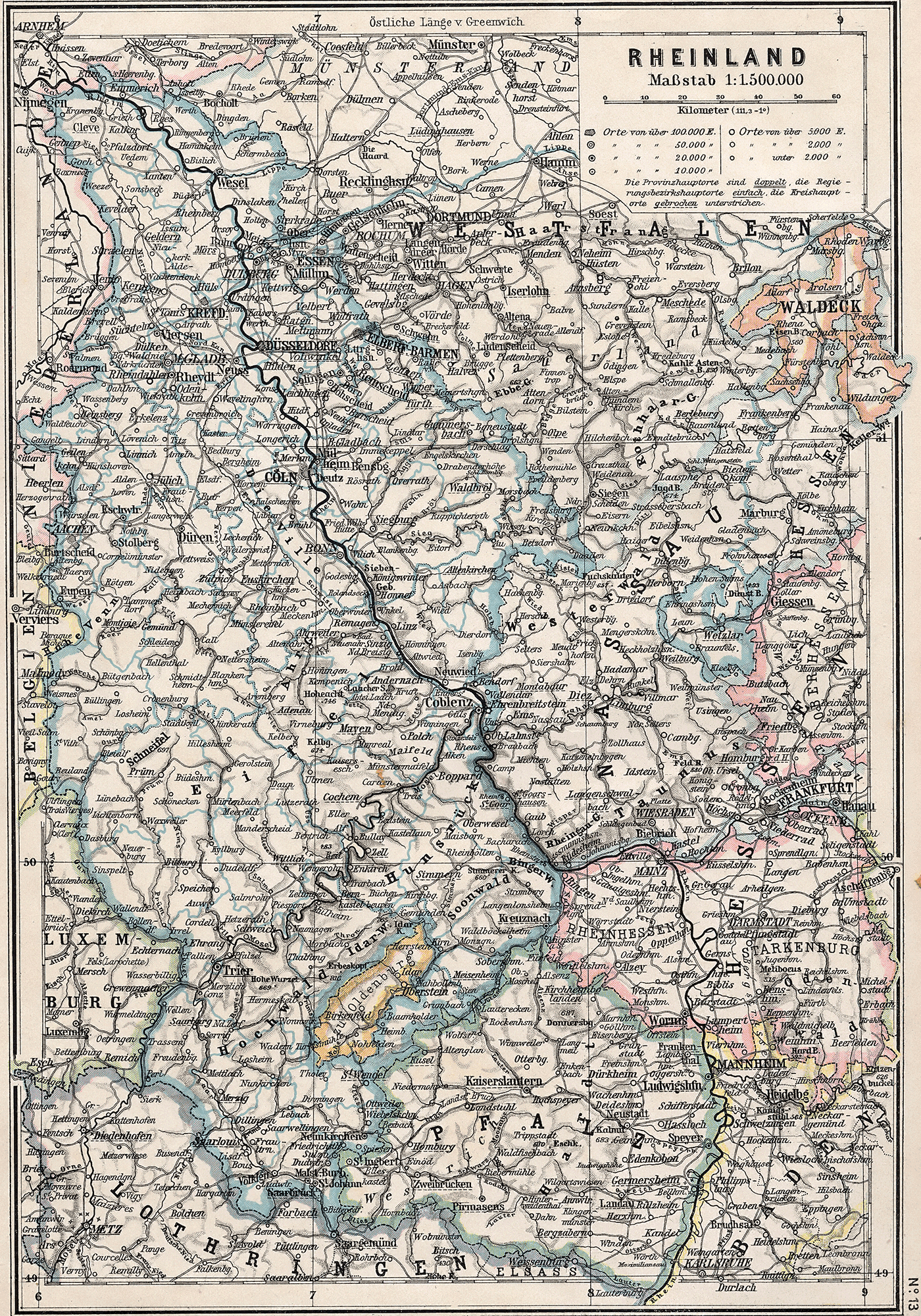
La province de Rhénanie en 1905.

La province de Rhénanie ou Province rhénane ou Rhénanie prussienne (en allemand : Rheinprovinz) est une ancienne province du royaume de Prusse, puis de l'État libre de Prusse, d'une superficie de 26 998 km2. Elle était partagée en cinq districts : Coblence (chef-lieu), Cologne, Düsseldorf, Aix-la-Chapelle et Trèves.

## Historique
Elle fut formée en 1822 à partir de l'ancien grand-duché du Bas-Rhin et de la province de Juliers-Clèves-Berg. Sous le premier Empire, elle formait les départements de la Sarre, de Rhin-et-Moselle, de la Roer, et la plus grande partie du grand-duché de Berg.
Dès 1877, le gouvernement impérial dota la province d'un musée historique, le Musée rhénan de Trèves. En 1910, sa population composée à plus de 70 % de catholiques, atteignait 7 120 000 habitants. C'était la région minière et industrielle la plus importante de l'Empire allemand, grâce aux mines de houille et de fer de la Ruhr.
Sous la république de Weimar, la Province rhénane continua d'être une province de l'État libre de Prusse, lui-même un land allemand. Toutefois en 1920, le bassin de la Sarre et les cantons d'Eupen et de Malmedy en furent détachés. Un mouvement favorable à l'autonomie vis-à-vis de la Prusse et soutenu Konrad Adenauer fut relayé par un autre, plus favorable à une sécession d'une République rhénane vis-à-vis de l'Allemagne.
Elle fut finalement partagée en deux par les Alliés en 1946. La partie nord, en zone d'occupation britannique, fut rattachée à la Westphalie pour former le nouveau land de Rhénanie-du-Nord-Westphalie. La partie sud, en zone d'occupation française, fut associée par l'ordonnance no 57 en date du 30 août 1946 du général Marie-Pierre Kœnig au Palatinat rhénan et à la Hesse rhénane pour former le land de Rhénanie-Palatinat.

## Territoire

### Modifications ultérieures
- Sous le royaume de Prusse :
  - 1834 : rattachement de la principauté de Lichtenberg (allemand : Fürstentum Lichtenberg), détachée du duché de Saxe-Cobourg et Gotha (allemand : Herzogtum Sachsen-Coburg und Gotha) ;
  - 1850 : rattachement du district de Sigmaringen (allemand : Regierungsbezirk Sigmaringen) formé des principautés de Hohenzollern-Sigmaringen (allemand : Fürstentum Hohenzollern-Sigmaringen) et de Hohenzollern-Hechingen (allemand : Fürstentum Hohenzollern-Hechingen) ;
  - 1866 : rattachement du grand-bailliage de Meisenheim (allemand : Oberamt Meisenheim), détaché du landgraviat de Hesse-Hombourg (allemand : Landgrafschaft Hessen-Homburg) du grand-duché de Hesse (allemand : Großherzogtum Hessen).
- Sous l'État libre de Prusse :
  - 1920 : annexion, par le royaume de Belgique, d'une partie des arrondissements d'Eupen (allemand : Kreis Eupen) et de Malmedy (allemand : Kreis Malmedy) ;
  - 1920 : détachement de la ville de Sarrebruck (allemand : kreisfreie Großstadt Saarbrücken), des arrondissements de Sarrebruck (allemand : Kreis Saarbrücken), d'Ottweiler (allemand : Kreis Ottweiler) et de Sarrelouis (allemand : Kreis Saarlouis) ainsi que de parties des arrondissements de Merzig (allemand : Kreis Merzig) et de Saint-Wendel (allemand : Kreis Sankt Wendel), pour la formation du territoire du bassin de la Sarre (allemand : Saargebiet ou Saarbeckengebiet) ;
  - 1932 : détachement de l'arrondissement de Wetzlar (allemand : Landkreis Wetzlar) du district de Coblence (allemand : Regierungsbezirk Koblenz) de la province de Rhénanie et rattachement de celui-ci au district de Wiesbaden (allemand : Regierungsbezirk Wiesbaden) de la province de Hesse-Nassau (allemand : Provinz Hessen-Nassau) ;
  - le 1er avril 1937 : en vertu de la loi sur le Grand-Hambourg et d'autres ajustements territoriaux du 26 janvier 1937 (allemand : Gesetz über Groß-Hamburg und andere Gebietsbereinigungen, vom 26. Januar 1937), la principauté de Birkenfeld (allemand : Fürstentum Birkenfeld), alors partie (allemand : Landesteil) de l'État libre d'Oldenbourg (allemand : Freistaat Oldenburg), fut transférée à l'État libre de Prusse et forma l'arrondissement de Birkenfeld (allemand : Landkreis Birkenfeld) du district de Coblence (allemand : Regierungsbezirk Koblenz) de la province de Rhénanie.

## Administration

### Haut-président
- Sous le royaume de Prusse :
  - 1822-1831 : Karl von Ingersleben
  - 1831-1834 : Philipp von Pestel (de)
  - 1834-1842 : Ernst von Bodelschwingh l'Ancien
  - 1842-1845 : Eduard von Schaper
  - 1845-1848 : Franz August Eichmann
  - 1848-1848 : Eduard von Möller
  - 1848-1850 : Franz August Eichmann
  - 1850-1851 : Rudolf von Auerswald
  - 1851-1858 : Hans Hugo von Kleist-Retzow
  - 1858-1871 : Adolf von Pommer Esche (de)
  - 1872-1889 : Moritz von Bardeleben
  - 1889-1890 : Hans Hermann von Berlepsch
  - 1890-1905 : Berthold von Nasse (de)
  - 1905-1910 : Clemens Freiherr von Schorlemer-Lieser (de)
  - 1910-1918 : Georg von Rheinbaben
- Sous l'État libre de Prusse :
  - 1918-1922 : Rudolf von Groote (de)
  - 1922-1933 : Johannes Fuchs, Zentrum
  - 1933-1935 : Hermann von Lüninck (de)
  - 1935-1945 : Josef Terboven, NSDAP

### Subdivisions administratives

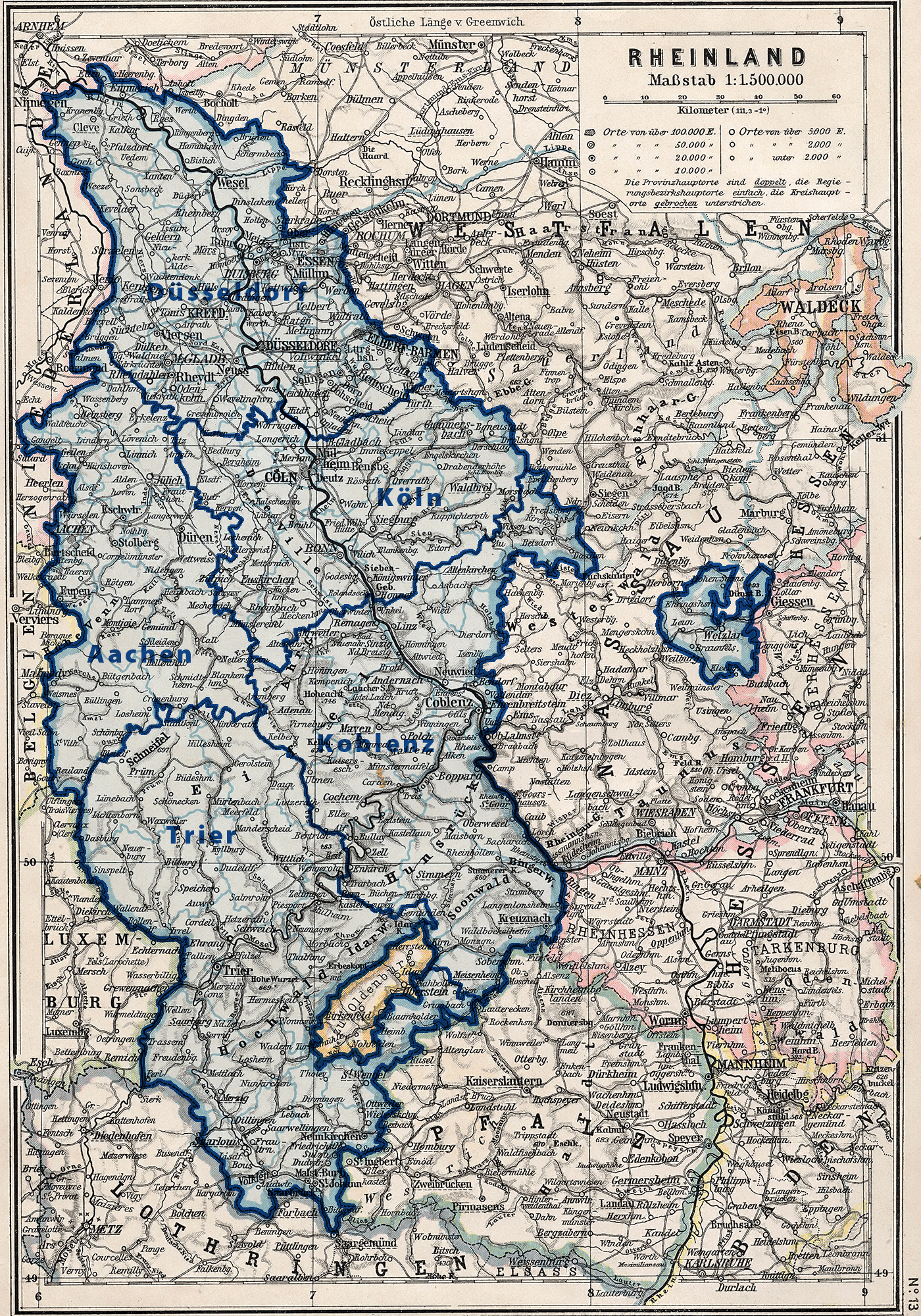
Carte de 1905 avec les cinq districts.

La province de Rhénanie était divisée en cinq districts :
- les trois districts de l'ancienne province prussienne du grand-duché du Bas-Rhin (allemand : Provinz Großherzogtum Niederrhein), à savoir :
  - le district d'Aix-la-Chapelle (allemand : Regierungsbezirk Aachen),
  - le district de Coblence (allemand : Regierungsbezirk Koblenz),
  - le district de Trèves (allemand : Regierungsbezirk Trier) ;
- deux districts de l'ancienne province de Juliers-Clèves-Berg (allemand : Provinz Jülich-Kleve-Berg), à savoir :
  - le district de Cologne (allemand : Regierungsbezirk Köln),
  - le district de Düsseldorf (allemand : Regierungsbezirk Düsseldorf), auquel l'ancien district de Clèves (allemand : Regierungsbezirk Kleve) était incorporé.

Chaque district était subdivisé en arrondissements (allemand : Kreise) portant le nom de leur chef-lieu. Un arrondissement était soit urbain, soit rural. Un arrondissement urbain (allemand : Stadtkreis) comprenait une ville, ou commune urbaine (allemand : Stadtgemeinde). Un arrondissement rural (allemand : Kreis ou Landkreis) comprenait des communes rurales (allemand : Landgemeinden) et, le cas échéant, une ou plusieurs villes, ou communes urbaines (allemand : Stadtgemeinde).

De 1850 à 1919, la province de Rhénanie comprit un sixième district : le district de Sigmaringen (allemand : Regierungsbezirk Sigmaringen).

Contrairement aux autres districts de la province de Rhénanie, le district de Sigmaringen n'était pas subdivisé en districts mais en bailliages supérieurs (allemand : Oberämter). Chaque bailliage supérieur était lui-même subdivisé en villes (allemand : Städte) et autres communes (allemand : Übrige Gemeinden).